# Memorandum di Powell
Il Memorandum di Powell è una lettera inviata dal giudice della Corte Suprema degli Usa, Lewis Franklin Powell, Jr. (19 settembre 1907 – 25 agosto 1998) il 23 agosto 1971 all'amico E.B. Sydnor jr., presidente della Commissione per l'educazione della Camera di Commercio statunitense.

## Storia
Il Memorandum è basato in parte sull'esperienza di Powell come avvocato d'azienda e come rappresentante per industrie di tabacco presso il parlamento della Virginia.
Con esso si chiese ai gruppi aziendali statunitensi di diventare più aggressivi nel plasmare le policies e la legge negli Usa e può aver ispirato negli anni e decenni a venire la formazione di vari ed influenti think-tank ed organizzazioni lobbistiche conservatrici, come ad esempio The Heritage Foundation e l'American Legislative Exchange Council, così come ha probabilmente spronato la Camera di Commercio Usa nel divenire ben più attiva politicamente.

## Contenuto
Prima di accettare la richiesta del presidente Nixon a divenire Associate Justice alla Corte Suprema, Powell ha spedito il "Confidential Memorandum" con il titolo "Attack on the American Free Enterprise System".
Powell argomenta, "Le più inquietanti voci che si uniscono al coro dei critici sono giunte da parte di elementi della società assolutamente rispettabili: dai campus dei College, dai pulpiti delle chiese, dai media, da riviste intellettuali e ricercate, dalle arti, dalle scienze e dai politici"
Nel memorandum, Powell esorta a una "sorveglianza costante" dei libri di testo e dei contenuti televisivi, così come ad epurare politicamente gli elementi vicini a idee di sinistra. Powell in queste poche pagine definisce il difensore dei consumatori Ralph Nader come il principale nemico dell'impresa statunitense.

## Analisi
Questo Memorandum ha presagito un certo numero di giudizi espressi della Corte in cui era presente Powell come giudice: esemplare resta il caso First National Bank of Boston v. Bellotti, che impresse un cambio in direzione "imprenditoriale" dell'interpretazione del Primo Emendamento della Costituzione Usa: di fatto dichiarando che l'influenza delle elezioni politiche da parte di aziende ed imprese per vie economiche deve essere permessa con lo stesso vigore con cui viene difesa l'espressione politica individuale. 
La maggioranza delle future opinioni espresse dalla Corte nel caso del Citizens United v. Federal Election Commission si sono appoggiate sugli stessi argomenti emersi nel caso della sentenza Bellotti. Il caso giudiziario del Citizens United v. Federal Election Commission nasceva dall'azione di lobby dell'organizzazione conservatrice Citizens United attraverso campagne di finanziamento politico.
Sebbene scritto confidenzialmente per Eugene Syndor alla Camera di Commercio, il Memorandum fu scoperto dall'editorialista del Washington Post, Jack Anderson, che fece un report sui contenuti dello stesso un anno più tardi (dopo che Powell era già entrato come giudice nella Corte Suprema).
Anderson mise a fuoco gli sforzi di Powell di indebolire il processo democratico (almeno per come da Anderson inteso). Nei termini dello sguardo del business su sé medesimo in relazione ai governi e ai gruppi di interesse il Memorandum ebbe probabilmente poco effetto, ma convogliò il pensiero di molti imprenditori e persone del business del tempo.
Il vero impatto del Memorandum, invece, era nel suo enfatizzare la costruzione di istituzioni, in specie aggiornando gli sforzi della Camera di Commercio nell'influenzare la policy federale. In questo insomma, il Memorandum si sarebbe rivelato seriamente influente nello spingere la Camera e altri gruppi a modernizzare i loro sforzi lobbistici verso il governo federale.

## Le critiche degli studiosi
Luciano Gallino ha citato nella sua introduzione al volume Il colpo di stato di banche e governi. L'attacco alla democrazia in Europa il Memorandum di Powell in chiave totalmente distopica indicando in questo l'inizio forse più palese e manifesto del tentativo (ad oggi riuscito e trionfante nelle opinioni del sociologo) da parte dell'ideologia economica neoliberale di permeare la società non solo o tanto attraverso gli strumenti legittimi della cultura accademica e della dialettica, ma attraverso canali di pressioni politici e simbolici in grado di bypassare le difese delle collettività in quanto il Memorandum forniva indicazioni
per quanto riguarda la televisione, la radio, la stampa, le riviste scientifiche, la pubblicità. Il testo proponeva persino di intervenire sulle edicole, perché queste esponevano ogni sorta di libri e riviste "inneggianti a tutto, dalla rivoluzione al libero amore, mentre non si trova quasi nessun libro o rivista attraente e ben scritto che stia dalla nostra parte"
Alcune riflessioni di Gallino al riguardo sono nate anche dal confronto con le tesi esposte dal "cantiere" progressista di Thwink.org che ha dedicato al caso del Memorandum di Powell una propria analisi: The Powell Memo with Commentary